# Jan Zamoyski
Jan Zamoyski (também conhecido por Jan Zamojski) (Skokówka, Polônia, 19 de março de 1542 — Zamość, Polônia, 3 de junho de 1605) foi um nobre polonês, magnata, primeiro Ordynat do estado de Zamosc. Secretário real desde 1605, Chanceler desde 1576, Grão-Chanceler desde 1578 e Grão-Hetman da República das Duas Nações a partir de 1581. General da Cracóvia de 1580 a 1585, de Bełz, Międzyrzecze, Krzeszów, Knyszyn e Derpsk. Importante conselheiro dos Reis Sigismundo II Augusto e Stephen Báthory, ele foi um dos maiores adversários do sucessor de Bathory, Sigismundo III Vasa e um dos mais qualificados diplomatas, políticos e estadistas de seu tempo, destacando-se como a maior figura política da República ao longo de sua vida.

## Biografia

### Primeiros anos: o partidário real
Ele freqüentou a Universidade de Paris e a Universidade de Pádua. Desde seus dias de estudante ele se tornou profundamente interessado em política. Depois de sua volta à Polônia, ele foi designado secretário do Rei Sigismundo II. Em 1563 ele escreveu De senatu Romano, um panfleto sobre o governo da Roma Antiga, no qual ele buscou aplicar os princípios da República Romana à República das Duas Nações.
Após a extinção da Dinastia Jagiellon em 1572 durante a sejm que iria eleger o novo rei (polonês sejm konwokacyjny) ele usou sua influência para forçar o procedimento eleitoral onde todos os nobres pudessem votar no rei e o resultado seria pelo voto da maioria. Durante esse tempo ele escreveu o panfleto Modus electionis. Ele era amigo de Mikołaj Sienicki, Hieronim Ossolinski e logo se tornou o líder mais importante da facção da baixa e média nobreza (szlachta) na República, cujo objetivo era reformar o país, através dos "movimentos de execução" (ou 'movimento execucionista', polonês: egzekucja praw, egzekucja dóbr, popularysci, ruch egzekucyjny) - preservando a unidade democrática do governo da República com o papel dominante da baixa nobreza (Liberdade dourada). Ele era tão influente que seu grupo foi mais tarde chamado de 'zamojczycy' (forma adjetiva polonesa para seu sobrenome - "pessoas de Zamoyski").
Ele se opôs à facção dos magnatas, que desejava oferecer o trono polonês para a Casa de Habsburgo. Durante as eleições de 1573 ele foi a favor de Henrique II Walezy. Durante a eleição de 1575 ele defendeu a causa do antiHabsburgo Stephen Bathory. Naquele tempo ele era uma das pessoas mais poderosas no país, tendo conseguido o posto de Grão-Hetman (comandante em chefe das forças armadas), o de chanceler e logo se tornou um dos mais ricos poloneses. Ele apoiou a política de Batory, que era contrária aos Habsburgos e aos Otomanos e o apoiou em seus esforços para fortalecer o poder real. Ele participou da preparação da guerra contra a Moscóvia em 1579-1581, quando ele capturou Wielize e Zawoloc.

### Anos mais tarde: em oposição ao trono

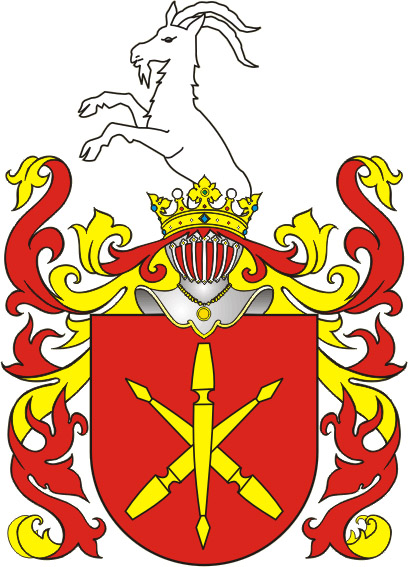
Brasão de armas Jelita.

Após a morte de Batory em 1586, Zamoyski auxiliou Sigismundo III Vasa a conseguir o trono da Polônia, lutando na breve guerra civil contra as forças que apoiavam o arquiduque Maximiliano III da Áustria da Casa de Habsburgo e os derrotou na Batalha de Byczyna  em 1588, quando Maximiliano e o apoio dos magnatas tentaram sitiar Cracóvia, a capital polonesa. Maximiliano foi feito prisioneiro e teve que renunciar a qualquer pretensão à coroa polonesa.
Contudo, desde o início do reinado de Sigismundo III, Zamoyski, que era um forte defensor dos reis da República, juntou-se à oposição contra as intenções do monarca de transformar a República em uma monarquia absolutista. Sigismundo tinha rapidamente se aliado aos Habsburgos e às outras forças da Contra-Reforma, a fim de que com a ajuda deles ele pudesse recuperar o trono sueco. O novo Rei temia a força do Chanceler, mas devido às leis da República ele não podia destituí-lo do seu posto. Por sua vez, Zamoyski considerava o Rei como um joguete e um estrangeiro ignorante. Ao contrário do rei, Zamoyski defendia a  tolerância religiosa, se opunha ao crescimento do poder da Igreja Católica Romana, dos Jesuítas e advertiu contra forçar a República a participar de guerras inúteis de dinastias contra a Suécia, especialmente com o perigo constante que vinha do Império Otomano. Sua política e ações foram responsáveis pela Polônia se opor a qualquer movimento em direção ao absolutismo que caracterizou os outros Estados da Europa.

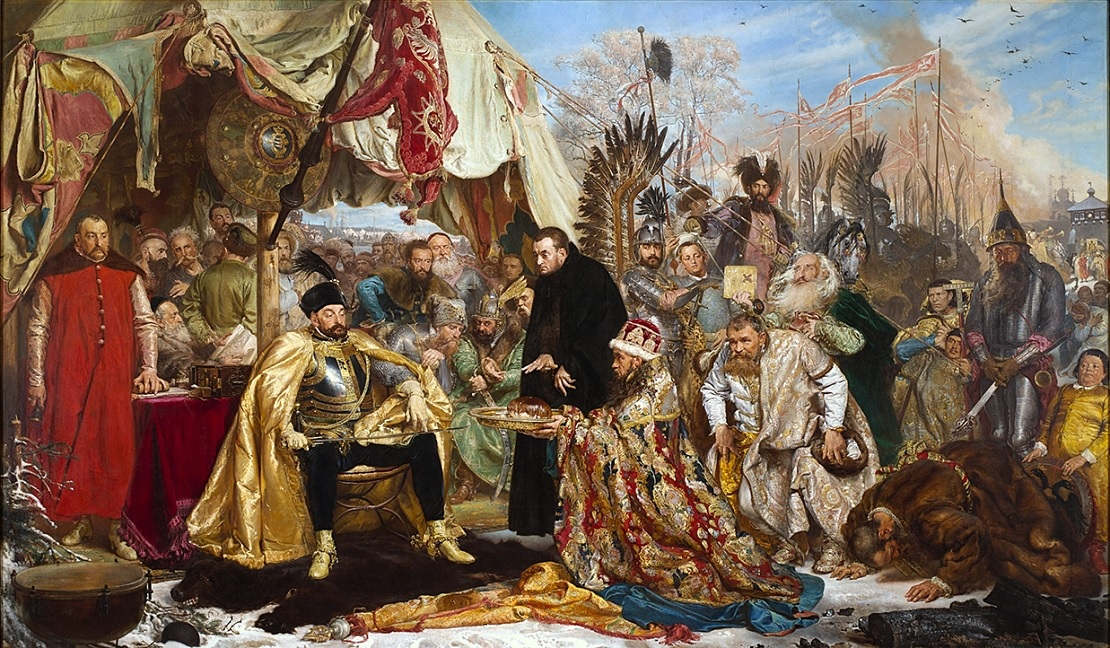
Jan Zamoyski (vestido de vermelho) à direita do Rei Stefan Batory em Psków.

A oposição declarada entre o rei e o chanceler começou durante a Sejm de 1592, quando Zamoyski descobriu que Sigismundo estava preste a ceder a coroa polonesa aos Habsburgos em troca do apoio destes ao seu direito ao trono sueco. Zamoyski não conseguiu destronar Sigismundo mas conseguiu plenos poderes na Campanha da Moldávia onde em 1595 ele ajudou o nobre Ieremia Movilă (Jeremi Mohyła) a ganhar o trono. Em 1600 ele lutou contra Miguel o Bravo (Michal Waleczny, Mihai Viteazul), senhor da Valáquia e o novo Príncipe da Transilvânia, que tinha conquistado a Moldávia poucos meses antes. Ele o derrotou em Bukova (Bucovu; Batalha do Rio Teleajăn) e devolveu o trono a Ieremia, ainda ajudou seu irmão, Simion Movilă a se tornar o governante da Valáquia, expandindo assim a influência da República das Duas Nações para o Danúbio Central.
Em 1600 e 1601 ele participou da guerra contra a Suécia comandando as forças da República na Livonia (Inflanty). Em 1600 ele recapturou algumas fortalezas dos suecos e um ano depois capturou Wolmar, Fellin e em 1602 Bialy Kamien. O rigor da campanha, porém, tornou sua saúde debilitada e ele deixou o comando.

## Legado
Em 1580 ele fundou a cidade de Zamość. Durante sua vida ele juntou muita fortuna - ele possuía 11 cidades e 200 aldeias (aproximadamente 6.400 km²) e era o curador real de outras 112 cidades e 612 aldeias (cerca de 17.500 km²). Em 1595 ele fundou a Universidade Zamojska, em Zamość.
Jan Zamoyski é um dos personagens da famosa pintura de Jan Matejko: Sermão de Skarga.